# Championnat de France de basket-ball 1978-1979
Navigation
Saison précédente Saison suivante
La saison 1978-1979 du championnat de France de basket-ball de Nationale 1 est la 57e édition du championnat de France de basket-ball. Le championnat de Nationale 1 de basket-ball est le plus haut niveau du championnat de France.

## Présentation
Quatorze clubs participent à la compétition. La victoire rapporte 3 points, le match nul 2 points la défaite 1 point.
La saison débute le 29 octobre 1978 et se termine le 31 mars 1979.
Les équipes classées 13e et 14e descendent en Nationale 2. Les équipes classées 11e et 12e participent à une poule de barrages avec les deuxièmes des 2 poules de Nationale 2, les 2 premiers de ce barrage s’assurent une place en Nationale 1 pour la saison suivante.
Le tenant du titre, Le Mans, va tenter de gagner un 2e titre consécutif.
Limoges, Mulhouse sont les deux équipes promues pour cette saison.
Clermont, 13e et Avignon, 14e sont reléguées à l'issue de cette saison 1978-1979.
Challans arrive 3e des barrages et retourne aussi en Nationale 2.
Le Mans remporte le championnat pour la deuxième fois de son histoire.
L'Américain d’Avignon John Garrett est le meilleur marqueur du championnat de France avec 30,1 Pts/M.

## Clubs participants
| Clubs    | Salles (Capacités)                                                | Villes              |
| -------- | ----------------------------------------------------------------- | ------------------- |
| Antibes  | Salle Salusse Santoni (2000 places)                               | Antibes             |
| Avignon  | COSEC Universitaire de St Chamand                                 | Avignon             |
| Berck    | Palais des Sports (5000 places)                                   | Berck               |
| Caen     | Palais des Sports (3000 places)                                   | Caen                |
| Challans | Salle Michel Vrignaud (2400 places)                               | Challans            |
| Clermont | Maison des Sports (5000 places)                                   | Clermont-Ferrand    |
| Le Mans  | La Rotonde (6000 places)                                          | Le Mans             |
| Limoges  | Salle Municipale des Sœurs de la Rivière (1800-2200 places)       | Limoges             |
| Monaco   | Complexe Sportif de Fontvielle (1200 places)                      | Monaco              |
| Mulhouse | Palais des Sports (3700 places)                                   | Mulhouse            |
| Nice BC  | Salle Leyrit (1700 places)                                        | Nice                |
| Orthez   | La Moutète (4000 places)                                          | Orthez              |
| Tours    | Palais des Sports Robert Grenon (4000 places)                     | Tours               |
| ASVEL    | Maison des Sports (2000 places) & Palais de Sports (10000 places) | Villeurbanne & Lyon |

## Classement final de la saison régulière
La victoire rapporte 3 points, le match nul 2 points, la défaite 1 point. En cas d'égalité, les clubs sont départagés au point-average particulier 